# Seudre
De Seudre is een rivier in Nouvelle-Aquitaine, departement Charente-Maritime, in de oude Franse provincie Saintonge. Hij ontspringt bij Saint-Genis-de-Saintonge en blijft lange tijd een klein beekje, dat bij Virollet in de zomer helemaal droog staat. Bij de haven van Ribérou in de gemeente Saujon komt dit beekje het zoute zeewater tegen dat in het brede estuarium stroomt. In dit estuarium worden oesters gekweekt. Tegenover de monding van de Seudre ligt het Île d'Oléron.